# باو رود (محطة مترو أنفاق لندن)
باو رود (بالإنجليزية: Bow Road)‏ هي إحدى محطات مترو أنفاق لندن. تقع على خط ديستريكت وهامرسميث وسيتي أفتتحت في المنطقة (Zone) رقم 2 أفتتحت في 11 يونيو 1902.